# Kabinett Koivisto II
Das Kabinett Koivisto II war das 61. Kabinett in der Geschichte Finnlands. Es wurde am 26. Mai 1979 vereidigt und amtierte bis zum 19. Februar 1982. Beteiligte Parteien waren Zentrumspartei (KESK), Sozialdemokraten (SDP), Schwedische Volkspartei (RKP) und Volksdemokraten (SKDL).

## Minister
| Ressort                                               | Name                   | Partei     | Amtszeitbeginn | Amtszeitende     |
| ----------------------------------------------------- | ---------------------- | ---------- | -------------- | ---------------- |
| Ministerpräsident                                     | Mauno Koivisto         | SDP        | 26. Mai 1979   | 26. Januar 1982  |
| Stellvertretender Ministerpräsident                   | Eino Uusitalo          | KESK       | 26. Mai 1979   | 19. Februar 1982 |
| Minister im Büro des Ministerpräsidenten              | Eino Uusitalo          | KESK       | 26. Mai 1979   | 19. Februar 1982 |
| Äußeres                                               | Paavo Väyrynen         | KESK       | 26. Mai 1979   | 19. Februar 1982 |
| Minister im Außenministerium                          | Esko Rekola            | unabhängig | 26. Mai 1979   | 19. Februar 1982 |
| Justiz                                                | Christoffer Taxell     | RKP        | 26. Mai 1979   | 19. Februar 1982 |
| Inneres                                               | Eino Uusitalo          | KESK       | 26. Mai 1979   | 19. Februar 1982 |
| Minister im Innenministerium                          | Johannes Koikkalainen  | SDP        | 26. Mai 1979   | 19. Februar 1982 |
| Verteidigung                                          | Lasse Äikäs            | KESK       | 26. Mai 1979   | 19. Februar 1982 |
| Finanzen                                              | Ahti Pekkala           | KESK       | 26. Mai 1979   | 19. Februar 1982 |
| Minister im Finanzministerium                         | Pirkko Työläjärvi      | SDP        | 26. Mai 1979   | 30. Juni 1981    |
| Minister im Finanzministerium                         | Mauno Forsman          | SDP        | 1. Juli 1981   | 19. Februar 1982 |
| Bildung                                               | Pär Stenbäck           | RKP        | 26. Mai 1979   | 19. Februar 1982 |
| Minister im Bildungsministerium                       | Kalevi Kivistö         | SKDL       | 26. Mai 1979   | 19. Februar 1982 |
| Land- und Forstwirtschaft                             | Taisto Tähkämaa        | KESK       | 26. Mai 1979   | 19. Februar 1982 |
| Minister im Ministerium für Land- und Forstwirtschaft | Veikko Saarto          | SKDL       | 26. Mai 1979   | 19. Februar 1982 |
| Verkehr                                               | Veikko Saarto          | SKDL       | 26. Mai 1979   | 19. Februar 1982 |
| Handel und Industrie                                  | Ulf Sundqvist          | SDP        | 26. Mai 1979   | 30. Juni 1981    |
| Handel und Industrie                                  | Pirkko Työläjärvi      | SDP        | 1. Juli 1981   | 19. Februar 1982 |
| Minister im Ministerium für Handel und Industrie      | Johannes Koikkalainen  | SDP        | 26. Mai 1979   | 19. Februar 1982 |
| Minister im Ministerium für Handel und Industrie      | Esko Rekola            | unabhängig | 26. Mai 1979   | 19. Februar 1982 |
| Soziales und Gesundheit                               | Sinikka Luja-Penttilä  | SDP        | 26. Mai 1979   | 19. Februar 1982 |
| Minister im Ministerium für Soziales und Gesundheit   | Katri-Helena Eskelinen | KESK       | 26. Mai 1979   | 19. Februar 1982 |
| Minister im Ministerium für Soziales und Gesundheit   | Johannes Koikkalainen  | SDP        | 26. Mai 1979   | 19. Februar 1982 |
| Arbeit                                                | Arvo Aalto             | SKDL       | 26. Mai 1979   | 19. Februar 1982 |
| Arbeit                                                | Jouko Kajanoja         | SKDL       | 26. Mai 1979   | 19. Februar 1982 |